# Тосиба Брэйв Лупус
«Тосиба Брэйв Лупус» (яп. 東芝ブレイブルーパス, англ. Toshiba Brave Lupus) — японский регбийный клуб, выступающий в высшем дивизионе национального регби — Топ-лиге. Команда является наиболее титулованным участником этого турнира: на счету регбистов из Футю пять чемпионских титулов. Команда проводит домашние матчи на стадионе «Тосиба Футю Граунд». Одним из принципиальных соперников «Тосибы» является команда «Сантори Санголиат», которая также базируется в Футю.
Одной из главных фигур в истории клуба является Масахиро Кунда, тренер и бывший хукер «Тосибы» и сборной Японии. Сильной стороной команды считается игра в моле. К 2006 году команда представила официальный слоган «Вновь к вершине» (англ. Once again to the Pinnacle). С 2008 года цвета «Тосибы» защищает известный новозеландский игрок Дэвид Хилл, который ранее выступал за «Бристоль».
В переводе с английского слово brave означает «храбрый»; lupus по-латински — «волк».

## Достижения
- Всеяпонский регбийный чемпионат
  - Победитель: 1997, 1998, 1999, 2004, 2006[1], 2007
- Топ-лига
  - Победитель: 2005, 2006, 2007, 2009

## Состав
Источник.

## Известные игроки
- Скотт Маклеод[англ.]
- Франсуа Стейн
- Луатанги Ватувеи
- Мамору Ито
- Масахиро Кунда
- Эндрю Маккормик
- Сёго Мукаи
- Ватару Мурата
- Синдзи Оно
- Йохэй Судзуки
- Кэй Ясуда

## Известные тренеры
- Джимми Стоунхаус